# Entlehnung
Entlehnung ist die Übernahme sprachlicher Bestandteile aus einer Sprache in eine andere. Auf diesem Wege entstehende Wörter nennt man Lehnwörter. Die sprachliche Entlehnung ist neben Wortbildung und Bedeutungswandel eines der drei Hauptverfahren, um bei Bedarf neue Wörter für eine Sprache zu gewinnen. Damit ist Entlehnung ein wichtiger Faktor im Sprachwandel und ein Gegenstand der Bezeichnungslehre (Onomasiologie).
Im Zusammenhang mit wissenschaftlicher Textarbeit bezeichnet Entlehnung die sinngemäße (nicht wörtliche) Übernahme von Text aus einer Quelle, im Gegensatz zum Zitat, der wörtlichen Übernahme.

## Erscheinungsformen von Entlehnungen im Sprachsystem
Sprachliche Entlehnung lässt sich unterscheiden als lexikalische, semantische und syntaktische Entlehnung. 
Bei der lexikalischen Entlehnung wird ein Wortkörper mit seiner Bedeutung oder einem Teil dieser Bedeutung aus einer Kontaktsprache (Quellsprache) in eine Nehmersprache übernommen und bildet dort ein Lehnwort im engeren Sinn (mit Anpassung an Flexion, Aussprache- und Schreibgewohnheiten der Nehmersprache) oder ein Fremdwort (ohne oder mit geringer Anpassung dieser Art). Der Ausdruck Entlehnung wird zumeist als Oberbegriff auch für die Fremdwortbildung benutzt, teilweise aber auch als Gegenbegriff.
Bei semantischer Entlehnung, auch Lehnprägung genannt, wird nur die Bedeutung auf ein vorhandenes Wort der Nehmersprache als neue oder zusätzliche Bedeutung übertragen, oder es wird zur Wiedergabe dieser Bedeutung ein neues Wort mit den sprachlichen Mitteln der Nehmersprache gebildet. 
Beispiel: Das Verb „realisieren“ wurde in der deutschen Sprache im ursprünglichen Sinne als „Realisieren der Buchgewinne“ gebraucht. Es bekam aber durch semantische Entlehnung des englischen Verbs to realize die Bedeutung, dass ein Sachverhalt ins volle Bewusstsein kommt. „Ich kann es noch gar nicht richtig realisieren, dass ich gewonnen habe.“ Der Duden führt nun beide Bedeutungen auf.
Syntaktische Entlehnung liegt vor, wenn eine Sprache unter dem Einfluss einer Kontaktsprache bestimmte bereits gegebene syntaktische Möglichkeiten häufiger nutzt oder neue syntaktische Möglichkeiten herausbildet.
Einen Sonderfall bildet die Scheinentlehnung, bei der ein Wort aus Bestandteilen der Gebersprache oder aus Fremdwörtern, die in der Nehmersprache bereits etabliert sind, in der Nehmersprache neu gebildet wird, das in dieser Form oder Bedeutung in der Gebersprache nicht existiert. 
Da lexikalische Entlehnungen (Lehnwörter im engeren Sinn, Fremdwörter) und semantische Entlehnungen (Lehnprägungen) sowie Scheinentlehnungen meist den Lehnwörtern im weiteren Sinn zugerechnet sind, werden sie im Artikel Lehnwort im Zusammenhang behandelt.
Im Bereich von Phonologie und Prosodie werden vorwiegend Phoneme, aber auch Muster, Intonationen oder Aspekte der Phonotaktik einer Sprache nachgeahmt. Bei prosodischen Mustern kann dies bereits in einem sehr frühen Stadium des Kontakts der Fall sein. 
In der Morphologie werden Regeln und Analogiebildungen transferiert. Solche Entwicklungen betreffen im Extremfall sogar die Pronomen.

## Einflüsse von Entlehnungen auf die Sprachverwendung
Es gibt Situationen, in denen von Transferenz als indirektem Sprachkontakt geredet werden kann; etwa, wenn eine Sprache L1, die mit einer anderen Sprache L2 in Kontakt steht, aufgrund dieses Kontakts weniger oft gebraucht wird als in einsprachigem Umfeld. So können sich u. U. Strukturen der Sprache nicht verfestigen und es kommt zu Wortkombinationen und Kollokationen, die es weder in L1 noch L2 gibt.
Auch die Diskursformen sind in verschiedenen Sprachen verschieden reglementiert. Die Sprachrituale einer Sprachgemeinschaft A lassen sich auch in Sprache B umsetzen. Wenn Rituale einer Sprache L2 in L1 übernommen werden, spricht man von Sprachkontakt im Sinne eines Kulturkontakts. 
Veränderungen des Sprachgebrauchs, die auf Sprach- bzw. Kulturkontakt basieren, lassen sich bei den Anredeformen beobachten. Lerner einer Sprache L2 übertragen die in ihrem Sprachgebrauch üblichen Höflichkeitsformen auf die zu lernende Sprache. Weitere Beispiele solchen Kulturkontakts finden sich bei der Verwendung der Dankesformeln, bei der Annahme oder Ablehnung von Einladungen oder Aufforderungen oder beim Komplimentemachen.
Bei Sprechern mehrerer Sprachen kann sich die Situation ergeben, dass man Kommunikationsmuster, die für L1 üblich sind, in L2 übernimmt. Solche Transferenzen können zu Missverständnissen führen. Deshalb ist es wichtig, beim L2-Spracherwerb auch die impliziten Diskursregeln und kulturellen Gepflogenheiten der neuen Sprache zu lernen. Solche kulturspezifischen, verhaltensdeterminierenden Parameter werden als Behavioreme bezeichnet und können verbal, nonverbal, paraverbal (also mimisch und gestisch) sowie extraverbal sein.

## Verlauf und Prognostizierbarkeit von Entlehnungsprozessen
In der Quantitativen Linguistik wurden viele Daten dazu erhoben, wie sich die Entlehnungen aus einer Sprache in eine andere entwickeln. Diese Prozesse folgen dem Piotrowski-Gesetz. Aus diesen Erkenntnissen kann man die Frage entwickeln, ob der Verlauf von Entlehnungen womöglich prognostizierbar ist. Computerexperimente mit englischen, französischen und lateinischen Daten haben gezeigt, dass zumindest bei den Prozessen, die ihren Wendepunkt überschritten haben, solche Voraussagen mit einiger Zuverlässigkeit möglich zu sein scheinen.